# Budavári Attila
Budavári Attila (Pécs, 1970. június 1.–) ezüstkoszorús orgonaépítő mester, Magyarország legnagyobb orgonaépítő cégének, a Pécsi Orgonaépítő Manufaktúra Kft.-nek alapító-tulajdonosa. Munkássága során közel 200 orgona munkálataiban vett részt.

## Felmenői, származása
Attila számára családi örökség volt az orgonaépítés iránti érdeklődés, hiszen több felmenője, köztük dédapja és ükapja is orgonaépítő üzemben dolgozott. 
Ükapja, Walthauser Lipót Bécsből érkezett a pécsi Angster-gyárba, hogy intonatőrként dolgozhasson a híres orgona- és harmóniumépítő cégnél. Dédapja, Schiffrich Lipót, már tanulóként is az orgonagyárban dolgozott, majd tanulmányai végeztével az Angster-gyárban orgonaépítőként folytatta szakmai pályafutását.

## Szakmai életrajz

### Tanulmányok
Mindössze 12 éves volt, mikor a régi családi történetek hatására elhatározta, hogy orgonaépítő lesz. Általános, majd középiskolai tanulmányait is Pécsen végezte, s középfokú tanulmányai befejezés után, 1988-1990 között a budapesti Kaesz Gyula Szakmunkásképző Intézetben folytatta tanulmányait, Orgonakészítő és javító szakon. 1991-ben szakmai tanulmányútra indult, hogy osztrák mesterektől szerezzen gyakorlati tapasztalatot. Az osztrák Oberössterreiche Orgelbauanstalt Kögler GmbH cégnél egy évet töltött orgonaépítő szakmunkásként. Néhány éves megszakítás után 1997-ben, már mint cégtulajdonos folytatta tanulmányait a Budapesti Kézműves Kamara Hangszerkészítő és javító szakán, ahol orgonaépítő mester fokozatot szerzett. 2011-ben Ezüstkoszorús orgonaépítő mesterré avatták.

### Orgonaépítés
Hazatérését követően testvérével, Budavári Csabával megalapította a Pécsi Orgonaépítő Manufaktúra Kft.-t. Először a szülők garázsában, majd a cég növekedésével Pécsen vásárolt műhelyükben tevékenykedtek. A cég az elmúlt 25 alatt Magyarország legnagyobb orgonaépítő cégévé nőtte ki magát, s jelenleg nemzetközi viszonylatban is a legnagyobbak között van. Munkatársaik szakértelmének köszönhetően képesek lefedni a szakma teljes szélességét.
2009-ben indult el Organparts.info nevű webshopjuk, amelyen keresztül 3 kontinensen értékesítenek orgonaalkatrészeket. A cég folyamatosan bővíti az orgonaalkatrész-kereskedelem üzletágát.

## Fontosabb projektek, munkák
- Művészetek Palotája új hangversenyorgona építése (Budapest, 2006) – Magyarország legnagyobb orgonája
- Nagyvárad-Szöllősi Római Katolikus Plébániatemplom új orgona építése (Erdély, 2008)
- Zamárdi új francia barokk orgona építése (Zamárdi, 2010)
- Kassai Borromei Szent Károly Szeminárium templom orgonájának adaptálása és bővítése (Felvidék, 2011)
- Reste, új orgona építése (Felvidék, 2012)
- Fábrica da Igreja Paroquial da Freguesia de Sra da Gloria Aveiro, új dómorgona építése (Portugália, 2013)
- Szentendrei Református Gimnázium új orgona építése (Szentendre, 2013)
- Pécs-Kertvárosi Református Egyházközség új orgonája (Pécs, 2014) – Magyarország első váltócsúszkás orgonája
- Mezőberényi Református Egyházközség, orgona restaurálása (Mezőberény, 2014)
- Budavári Nagyboldogasszony Templom nagyorgona felújítása (Budapest, 2015)
- Kálvin téri református templom új, historizáló mechanikus orgonája (Budapest, 2015)
- Fasori Református templom, Budapest, III/49, 2016. Angster-orgona átépítése.
- Zaláta református templom orgonája, I/8, 2016. Restaurálás.
- Mátraverebély-Szentkút Nemzeti Kegyhely orgonája, II/27, 2016. Új orgona.
- SOKÓŁ Małopolska Kulturális Központ, Nowy Sacz, Lengyelország, III/68, 2017. Modernizáció, bővítés.
- Budavári Evangélikus templom, Budapest, III/26, 2017. Barokk stílusú új orgona.

## Díjak, elismerések
- Pro Civitate díj (2015)
- Ambassador Díj (2013)
- Angster József Díj (2011) – Budavári Csabával közösen